# Luuk Verbij
Luuk Verbij (Alphen aan den Rijn, 2 augustus 1986) is een Nederlandse judoka. Hij komt uit in de klasse zwaargewicht (boven 100 kg). Hij werd meervoudig Nederlands kampioen en won verschillende medailles bij grote internationale wedstrijden.
Op 6-jarige leeftijd kwam hij via een vriendje in aanraking met judo. Hij leerde deze sport op de Budoschool Arashi. Op 10-jarige leeftijd begon hij met wedstrijden tegen kinderen van andere clubs. Toen hij vijftien was ging hij door zijn groeispurt van de 60 kg klasse naar de 100 kg klasse. Sinds 2004 beoefent hij het judo als topsporter.
In 2008 maakte hij zijn internationale doorbraak door vijfde te worden bij de Europese kampioenschappen voor neo-senioren in Zagreb. In datzelfde jaar werd hij voor de eerste keer Nederlands kampioen de 100 kg klasse en behaalde hij een derde plaats bij de Super World Cup in Rotterdam.
In 2009 won hij een gouden medaille op de Universiade. In 2011  kreeg vanwege zijn prestaties een olympische nominatie van het NOC*NSF. In mei 2012 toonde hij vormbehoud waardoor hij zich definitief kwalificeerde voor de Spelen van Londen. Bij de Spelen namen 32 judoka's het in de klasse boven 100 kg tegen elkaar op via een knockout-systeem. Zijn eerste tegenstander was de Hongaar Barna Bor, die hem versloeg op yuko. "Ik kwam er gewoon niet aan te pas. Hij overpowerde me in het begin en daarna hield hij goed zijn armen ertussen", zei Verbij na afloop tegen NUsport.
Verbij is afgestudeerd in civiele techniek op HBO-niveau en is parttime werkzaam in de wegenbouw als projectondersteuner.

## Titels
- Nederlands kampioen judo boven 100 kg - 2008, 2010, 2011

## Erelijst
- 2008: 5e EK < 23 jr in Zagreb
- 2009:  Europacup in Celje
- 2009:  Wereldbeker in Warschau
- 2009:  Universiade in Belgrado
- 2009:  Wereldbeker in Birmingham
- 2010:  Europacup in Celje
- 2010:  Europacup in Hamburg
- 2010: 7e Wereldbeker in Madrid
- 2010: 5e Grand Prix in Qingdao
- 2011:  Wereldbeker in Talinn
- 2011:  Wereldbeker in Boedapest
- 2011:  Grand Prix in Abu Dhabi
- 2011: 5e Grand Slam in Tokio
- 2012: 7e EK in Chelyabinsk
- 2012: 5e Europacup in Praag